# Friedrich Wilhelm August Argelander
Friedrich Wilhelm August Argelander (Memel, 22 marzo 1799 – 17 febbraio 1875) è stato un astronomo tedesco, noto soprattutto per i suoi studi in merito alla luminosità, alla posizione e alla distanza delle stelle.

## Biografia

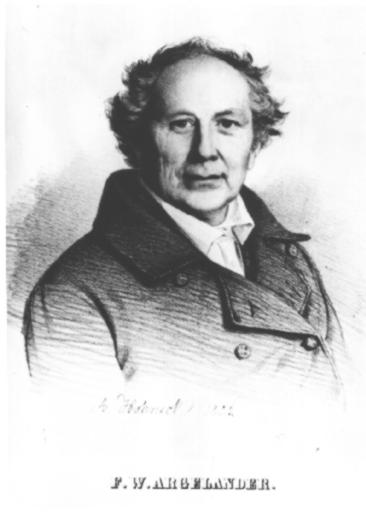
Incisione che ritrae l'astronomo.

Argelander nasce il 22 marzo 1799 nella cittadina prussiana di Memel (oggi nota come Klaipėda in Lituania), da padre finlandese e madre tedesca. Studiò con Friedrich Bessel del quale fu assistente, ottenendo il titolo di Ph.D. nel 1822 presso l'Università di Königsberg. Dal 1823 al 1837 fu direttore degli osservatori finlandesi di Turku ed Helsinki; in seguito si spostò a Bonn, nel cuore del regno di Prussia, dove sviluppò dei rapporti di amicizia col sovrano Federico Guglielmo IV, il quale fondò un nuovo osservatorio presso l'Università di Bonn.
Argelander svolse un lavoro determinante nello sviluppo di metodiche effettive, semplici e veloci per misurare le posizioni e le magnitudini delle stelle, spianando quindi la strada alla moderna astronomia; tentò inoltre di misurare la distanza di alcune stelle tramite degli eliometri. Il grande lavoro suo e dei suoi collaboratori nel catalogare le stelle normali e le variabili fu reso possibile dall'utilizzo sistematico delle nuove tecniche appena sviluppate.
Argelander fu il primo astronomo ad iniziare uno studio approfondito delle stelle variabili. All'inizio della sua attività se ne conoscevano pochissime; a lui si deve l'introduzione del moderno sistema di identificazione e di nomenclatura delle stelle variabili. Compì inoltre delle misurazioni approssimative circa il moto spaziale del Sole.
Assieme a Adalbert Krüger e Eduard Schönfeld, Argelander fu l'ideatore e realizzatore del catalogo stellare noto come Bonner Durchmusterung, pubblicato tra il 1852 e il 1859, che dà la posizione e la luminosità di oltre 324.000 stelle, sebbene non coprisse la maggior parte dell'emisfero celeste australe. Il Bonner Durchmusterung è stato l'ultimo catalogo redatto senza l'uso della fotografia.
Nel 1863 Argelander fondò un'organizzazione astronomica internazionale, la Astronomische Gesellschaft.

## Onorificenze
- Nel 1837 l'Accademia russa delle scienze gli assegnò il Premio Demidoff.
- Sono stati intitolati al suo nome il cratere Argelander sulla superficie lunare e l'asteroide 1551 Argelander.
- Ad Argelander fu conferita la Medaglia testimoniale del 1848 e nel 1863 la Medaglia d'Oro da parte della Royal Astronomical Society.